# 鹿角市立十和田小学校
鹿角市立十和田小学校（かづのしりつ とわだしょうがっこう）は、秋田県鹿角市大字十和田毛馬内にある公立小学校。

## 沿革
- 1976年（昭和51年）
  - 4月1日 - 毛馬内小学校と錦木小学校が統合して十和田小学校開校。
  - 4月2日 - PTA設立総会。
  - 5月8日 - 全校茂谷山登山（この年より伝統行事となる）。
  - 6月5日 - 校舎落成奉告祭と落成・開校の各式典挙行。祝賀会開催し、同日（6月5日）を開校記念日と定めた。
  - 10月25日 - 校歌・校章並びに校旗樹立式挙行。
- 1977年（昭和52年）
  - 8月10日 - アルミ製プール完成し、竣工奉告祭と祝賀会を行った。
  - 9月7日 - PTAにより、中庭ひょうたん池完成。
- 1979年（昭和54年）
  - 5月1日 - 学校警備の自動化始まる。
  - 7月6日 - 6年生卒業記念として「ソメイヨシノ」12本を植樹。
  - 10月1日 - バックネット新設工事並びに校庭側溝布設工事。
- 1985年（昭和60年）
  - 9月15日 - 統合十周年記念式典挙行し、祝賀会開催。
  - 11月8日 - 夢の丘にタイムカプセル埋設。
- 1986年（昭和61年）6月2日 - 縦割り清掃班方式実施。
- 1988年（昭和63年）9月9日 - 学校前交通信号機作動開始。
- 1991年（平成3年）9月28日 - 台風19号により、臨時休校の措置を採った。
- 1995年（平成7年）11月19日 - 学校統合20周年記念式典挙行。
- 1997年（平成9年）10月2日 - コンピュータ搬入。
- 1998年（平成10年）5月25日 - コンピュータ設置完了。
- 1999年（平成11年）6月1日 - ふるさと子どもドリーム事業「幻の魚“トゲウオ”を育てよう」実施。
- 2001年（平成13年）
  - 4月18日 - 十和田児童クラブ開設。
  - 7月2日 - 夢スペース・スクールサポート事業開始。
- 2002年（平成14年）10月3日 - 第1期校舎大規模改造終了（ストーブ集中制御）。
- 2003年（平成15年）
  - 9月9日 - インターネットテレビ授業推進事業開始。
  - 10月23日 - 第2期校舎大規模改造終了（北校舎）。
- 2004年（平成16年）10月29日 - 体育館大規模改造工事終了。
- 2005年（平成17年）11月6日 - 創立30周年記念学習発表会と記念祝賀会開催。
- 2011年（平成23年）
  - 3月31日 - 山根分校を廃止。
  - 4月8日 - 東日本大震災の余震による停電のため、臨時休校となる。
- 2015年（平成27年）
  - 7月9日 - 創立40周年記念事業航空写真撮影。
  - 8月2日 - 大災害を想定した「児童引き渡し訓練」実施。
  - 12月6日 - 創立40周年記念式典挙行し、記念祝賀会開催。
- 2019年（平成31年）4月1日 - 末広小学校を統合[1]。
- 2020年（令和2年）
  - 3月3日 - 新型コロナウイルス感染拡大防止対策により、この日から3月19日まで、臨時休業の措置を採った。
  - 4月22日 - 新型コロナウイルス感染拡大防止対策により、この日から5月6日まで、臨時休業の措置を採った。
  - 7月30日 - 電子黒板導入。
- 2021年（令和3年）
  - 5月 - タブレット端末導入。
  - 7月 - 教室・職員室等へ空調設備導入。
- 2022年（令和4年）12月20日 - 電子黒板全教室分導入。

## 教育目標
- 未来を見つめ、夢を育み自分らしく輝く子どもの育成 「かしこく やさしく たくましく」

## 通学区域
出典
- 大字十和田毛馬内
- 大字十和田岡田
- 大字十和田山根
- 大字十和田上向
- 大字十和田瀬田石
- 大字十和田錦木
- 大字十和田末広
- 大字十和田大湯（字大足・字村下タ・字関上・字下タノ平・字内前田・字下モ岱・字炭焼川原・字前川原・字集宮・字大川原・字下大川原・字初瀬場・字野中堂(ただし一本木地区に属する野中堂を除く)）

## 進学先中学校
出典
- 鹿角市立十和田中学校

## 周辺
- 大湯川
- 国道282号線
- 陣馬街区公園
- コメリH&G毛馬内店
- ハッピー・ドラッグ鹿角毛馬内店
- ユニバース毛馬内店
- 東北自動車道

## アクセス
- 秋北バス「南陣場」停留所より、国道282号線上の学校入口まで、
  - 十和田南駅入口・鹿角花輪駅前・鹿角高校行のりばから、徒歩約360m・約6分。
  - 小坂操車所行のりばから、徒歩約320m・約5分。
- JR東日本花輪線十和田南駅から、徒歩1km強・約16分。
  - 学校入口から駅敷地まで、最短直線距離で約650mほどだが、道路形状と駅入口設置個所の関係で、約1.5倍の距離となる。
- 高速バス「高速けまない」停留所より、国道282号線上の学校入口から、
  - 盛岡・仙台行のりばまで、徒歩約585m・約9分。
  - 大館行のりば（仙台発は降車のみ）まで、徒歩約620m・約9分。